# Виборчий округ 15
Виборчий округ 15 — виборчий округ у Вінницькій області. В сучасному вигляді був утворений 28 квітня 2012 постановою ЦВК №82 (до цього моменту існувала інша система виборчих округів). Окружна виборча комісія цього округу розташовується в приміщенні ради сільськогосподарських виробників за адресою м. Шаргород, вул. Героїв Майдану, 220.
До складу округу входять Мурованокуриловецький, Томашпільський, Тульчинський, Чернівецький, і Шаргородський райони. Виборчий округ 15 межує з округом 14 на півночі, з округом 18 на північному сході, з округом 17 на сході, з округом 16 на півдні, з округом 204 на південному заході та з округом 193 на заході. Виборчий округ №15 складається з виборчих дільниць під номерами 050721-050769, 051095-051128, 051165-051209, 051285-051319, 051344-051348 та 051350-051395.

## Народні депутати від округу
| Ім'я                      | Фото | Партія               | Скликання | Дата набуття повноважень | Дата припинення повноважень |
| ------------------------- | ---- | -------------------- | --------- | ------------------------ | --------------------------- |
| Джига Микола Васильович   |      | Партія регіонів      | 7-ме      | 12 грудня 2012           | 27 листопада 2014           |
| Спориш Іван Дмитрович     |      | Блок Петра Порошенка | 8-ме      | 27 листопада 2014        | 29 серпня 2019              |
| Білозір Лариса Миколаївна |      | самовисуванець       | 9-те      | 29 серпня 2019           |                             |

## Результати виборів

### Парламентські

#### 2019
Кандидати-мажоритарники:
- Білозір Лариса Миколаївна (самовисування)
- Пращук Віталій Юрійович (Слуга народу)
- Копера Дмитро Васильович (Батьківщина)
- Спориш Іван Дмитрович (самовисування)
- Соляник Вадим Сергійович (самовисування)
- Івасько Василь Леонідович (Свобода)
- Лунько Олександр Олександрович (Опозиційна платформа — За життя)
- Мельник Павло Олегович (самовисування)
- Черкевич Олексій Анатолійович (Опозиційний блок)
- Тітов Сергій Олександрович (самовисування)
- Романюк Володимир Васильович (самовисування)

#### 2014
Кандидати-мажоритарники:
- Спориш Іван Дмитрович (Блок Петра Порошенка)
- Вовк Василь Васильович (Народний фронт)
- Кравченко Геннадій Валерійович (самовисування)
- Банах Анатолій Станіславович (Радикальна партія)
- Кудіяров Вадим Ігорович (Батьківщина)
- Коваль Катерина Петрівна (самовисування)
- Литвин Лариса Вікторівна (Опозиційний блок)
- Жмуд Сергій Володимирович (самовисування)
- Ковальов Володимир Аркадійович (Комуністична партія України)
- Книжник Андрій Михайлович (самовисування)
- Семенюк Ольга Степанівна (самовисування)
- Ільченко Костянтин Степанович (самовисування)
- Корчинський Микола Миколайович (самовисування)

#### 2012
Кандидати-мажоритарники:
- Джига Микола Васильович (Партія регіонів)
- Вовк Василь Васильович (самовисування)
- Продан Сергій Олександрович (Свобода)
- Мельник Світлана Миколаївна (самовисування)
- Коваль Катерина Петрівна (самовисування)
- Галушко Леонід Володимирович (самовисування)
- Ковальов Володимир Аркадійович (Комуністична партія України)
- Рекало Олександр Анатолійович (Радикальна партія)
- Третьяков Олександр Миколайович (Народна партія)
- Стус Олександр Іванович (Українська народна партія)

## Явка
Явка виборців на окрузі: